# Jan Stanisław Lipiński

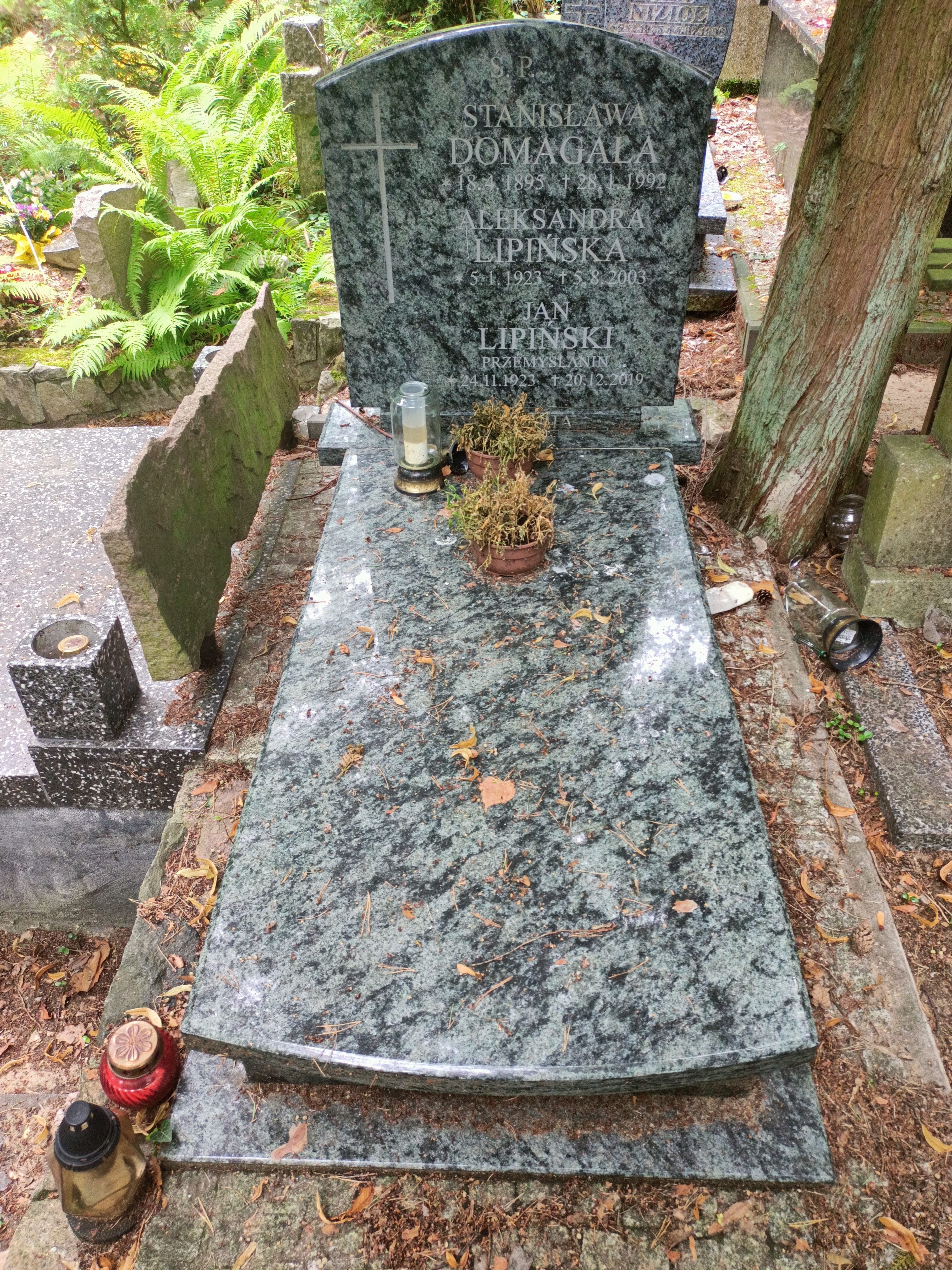
Grób Jana Stanisława Lipińskiego na cmentarzu katolickim w Sopocie

Jan Stanisław Lipiński (ur. 24 listopada 1923 w Przemyślu, zm. 20 grudnia 2019 w Gdańsku) – polski matematyk, profesor, pracownik i wykładowca Uniwersytetów Łódzkiego i Gdańskiego, specjalista w dziedzinie funkcji rzeczywistych; zamieszkał w Pruszczu Gdańskim.

## Życiorys
Urodził się w nauczycielskiej rodzinie Karola i Wandy z domu Stojanowskiej. W Przemyślu uczęszczał do szkoły powszechnej i I Gimnazjum Państwowego, którego nie zdążył ukończyć przed wybuchem wojny. Kontynuował naukę w polskiej i ukraińskiej szkole średniej w Lubaczowie. Po najeździe niemieckim od 1941 pracował jako urzędnik w tartaku tamże. W 1944 przeniósł się z rodziną do Warszawy, gdzie przeżył powstanie. Krótko przebywał w obozie w Pruszkowie. Przed wyzwoleniem pracował przymusowo na Dolnym Śląsku.
W 1945 osiadł w Zgierzu, gdzie zdał eksternistycznie maturę ogólnokształcącą i pedagogiczną oraz pracował w szkole powszechnej. W latach 1946–1952 studiował matematykę na Uniwersytecie Łódzkim, a już w 1949 zaczął tam pracę pod kierunkiem prof. Zygmunta Zahorskiego. Pierwszą publikację naukową ogłosił w 1955 w renomowanym piśmie „Fundamenta Mathematicae”. Od 1954 członek PZPR. W 1956 został adiunktem Instytutu Matematycznego PAN, w 1958 obronił doktorat, a w 1960 został docentem. W roku akademickim 1960/61 przez 6 miesięcy przebywał na seminarium w Moskwie. Po powrocie kierował zakładem funkcji rzeczywistych na Wydziale Matematyki, Fizyki i Chemii Uniwersytetu Łódzkiego, którego był też prodziekanem. W latach 1963–1965 był prezesem łódzkiego oddziału Polskiego Towarzystwa Matematycznego. W 1966 otrzymał Nagrodę Polskiego Towarzystwa Matematycznego im. Stanisława Zaremby. W 1967 został profesorem nadzwyczajnym, a w 1969 przeniósł się do Wyższej Szkoły Pedagogicznej w Gdańsku, przekształconej w 1970 w Uniwersytet Gdański. Od jego powstania do 1972 prof. Lipiński był dyrektorem Instytutu Matematyki Uniwersytetu Gdańskiego, a do 1991 kierownikiem Zakładu Funkcji Rzeczywistych i Rachunku Prawdopodobieństwa. W latach 1975–1993 pracował też w Wyższej Szkole Pedagogicznej w Słupsku. W 1976 został członkiem Gdańskiego Towarzystwa Naukowego, a w 1977 profesorem zwyczajnym. W latach 1979–1983 był prezesem gdańskiego oddziału Polskiego Towarzystwa Matematycznego. Wiele lat pracował w wyspecjalizowanych agendach PAN i ministerstw edukacji i szkolnictwa wyższego. Gościnnie wykładał m.in. w Kanadzie, Wielkiej Brytanii i USA. Uczestniczył w kilkunastu zagranicznych konferencjach matematycznych. Na emeryturę przeszedł w 1991, ale pracował na Uniwersytecie Gdańskim do 1998. Wypromował ośmioro doktorów, po czterech na Uniwersytecie Łódzkim i Uniwersytecie Gdańskim. Jego 80. urodziny uczczono 4 grudnia 2003 uroczystą sesją na Wydziale Matematyki, Fizyki i Informatyki Uniwersytetu Gdańskiego. Uniwersytet Gdański i Polskie Towarzystwo Matematyczne opublikowały okolicznościową broszurę poświęconą życiu i dorobkowi naukowemu prof. Jana Stanisława Lipińskiego.
Jan Lipiński poświęcił się niemal wyłącznie badaniom w dziedzinach funkcji rzeczywistych oraz teorii miary i całki. Przez wiele lat wykładał oba te przedmioty i prowadził z ich zakresu seminaria. Ogłosił ponad 50 prac na temat m.in. pochodnej funkcji rzeczywistej, funkcji aproksymatywnie ciągłych i ich pozaskończonych ciągów, pochodnej aproksymatywnej, funkcji mających własność Darboux, funkcji spójnych, a także struktur algebraicznych utworzonych przez działania na funkcjach. W 1964 opublikował rozprawę, w której określił nieograniczony zbiór na prostej rzeczywistej R o takiej własności, że dowolną funkcję określoną na nim można rozszerzyć do funkcji ciągłej i okresowej na całej prostej. W 1978 wraz z prof. Zbigniewem Grandem skonstruował (przy założeniu hipotezy continuum) funkcję niemierzalną, lecz sup-mierzalną; przykład ten zaistniał w literaturze fachowej pod nazwą „Polish monster”. Najobszerniejszą pracą Lipińskiego jest artykuł „Elementy ogólnej teorii miary i całki” wydany w publikacji zbiorowej Instytutu Kształcenia Nauczycieli w 1977 pt. „Matematyka. Zeszyt 1”. Dokonania Jana Lipińskiego doczekały się uznania w Polsce i za granicą i często były i są przytaczane w fachowych monografiach.
Był mężem Aleksandry z domu Domagała (1923–2003).
Zmarł w Gdańsku, pochowany 28 grudnia 2019 na cmentarzu katolickim w Sopocie (sektor F2-19-1).

## Ordery i odznaczenia
- Krzyż Kawalerski Orderu Odrodzenia Polski (1990)
- Medal 40-lecia Polski Ludowej
- Medal Komisji Edukacji Narodowej (1985)
- Odznaka tytułu honorowego „Zasłużony Nauczyciel PRL”
- Złoty Medal „Doctrinae Sapientae Honestati” (2013)[5]
- Złota Odznaka ZNP (1996)

Źródło:.